# Pascal Rophé
Pour les articles homonymes, voir Rophé.
Pascal Rophé né le 16 juin 1960 à Paris est un chef d'orchestre français. Il est actuellement le directeur musical de l'orchestre de la radio croate.

## Biographie
Pascal Rophé. Il suit sa formation dès 1974 (à l'origine pour étudier la flûte traversière) au Conservatoire national supérieur de musique de Paris, où il donne aujourd’hui des master classes. Il remporte le deuxième prix du Concours international de jeunes chefs d'orchestre de Besançon en 1988.
À partir de 1992, il travaille avec Pierre Boulez et David Robertson au sein de l’Ensemble intercontemporain.
De 2006 à 2009, il est le directeur musical de l’Orchestre philharmonique royal de Liège. Il y reçoit l'octave "Musique classique" lors des Octaves de la musique 2008.
En 2011, il crée « Akhmatova » le dernier opéra de Bruno Mantovani, à l’Opéra national de Paris.
Pascal Rophé est le directeur musical de l’Orchestre national des Pays de la Loire de 2014 à 2022.
Le 10 mars 2017, à la tête de l'Orchestre Philharmonique de Radio France, il crée la deuxième symphonie « Âme » de Philippe Schoeller (commande de Radio France).

## Discographie
- Intrada avec l'Orchestre national de France. Œuvre du compositeur Éric Tanguy enregistré à la Salle Olivier Messiaen de Radio France pendant le Festival "Présences 99" (2002).
- Loup / 3 Sonnets de Jean Cassou / Fille du Diable du compositeur Henri Dutilleux avec l'Orchestre national des Pays de la Loire. Label Bis (2016).